# Hepatitis Bathtub
Hepatitis Bathtub is een ep van de Amerikaanse punkband NOFX dat werd uitgegeven op 23 december 2016 via Fat Wreck Chords op een 7-inch plaat. Het album werd opgenomen in een kelder in Omaha, Nebraska in 1987 en bestaat uit vier vroege nummers van NOFX die nooit opnieuw zijn opgenomen. Van het album bestaat ook een gelimiteerde editie met gekleurd vinyl. Dit was verkrijgbaar met het boek The Hepatitis Bathtub and Other Stories en een NOFX-handdoek. The Hepatitis Bathtub and Other Stories is een boek van de leden van NOFX dat werd uitgegeven in april 2016.

## Nummers
1. "Too Mixed Up"
2. "Nothing But a Nightmare"
3. "Young Drunk and Stupid"
4. "No Problems/Death of a Friend"

## Band
- Erik Sandin - drums
- Dave Casillas - gitaar
- Eric Melvin - gitaar, zang
- Fat Mike - zang, basgitaar